# Coelogyne echinolabium
Coelogyne echinolabium é uma espécie de orquídea epífita, família Orchidaceae, originária de Borneu.